# Saskia van Uijlenburgbrug

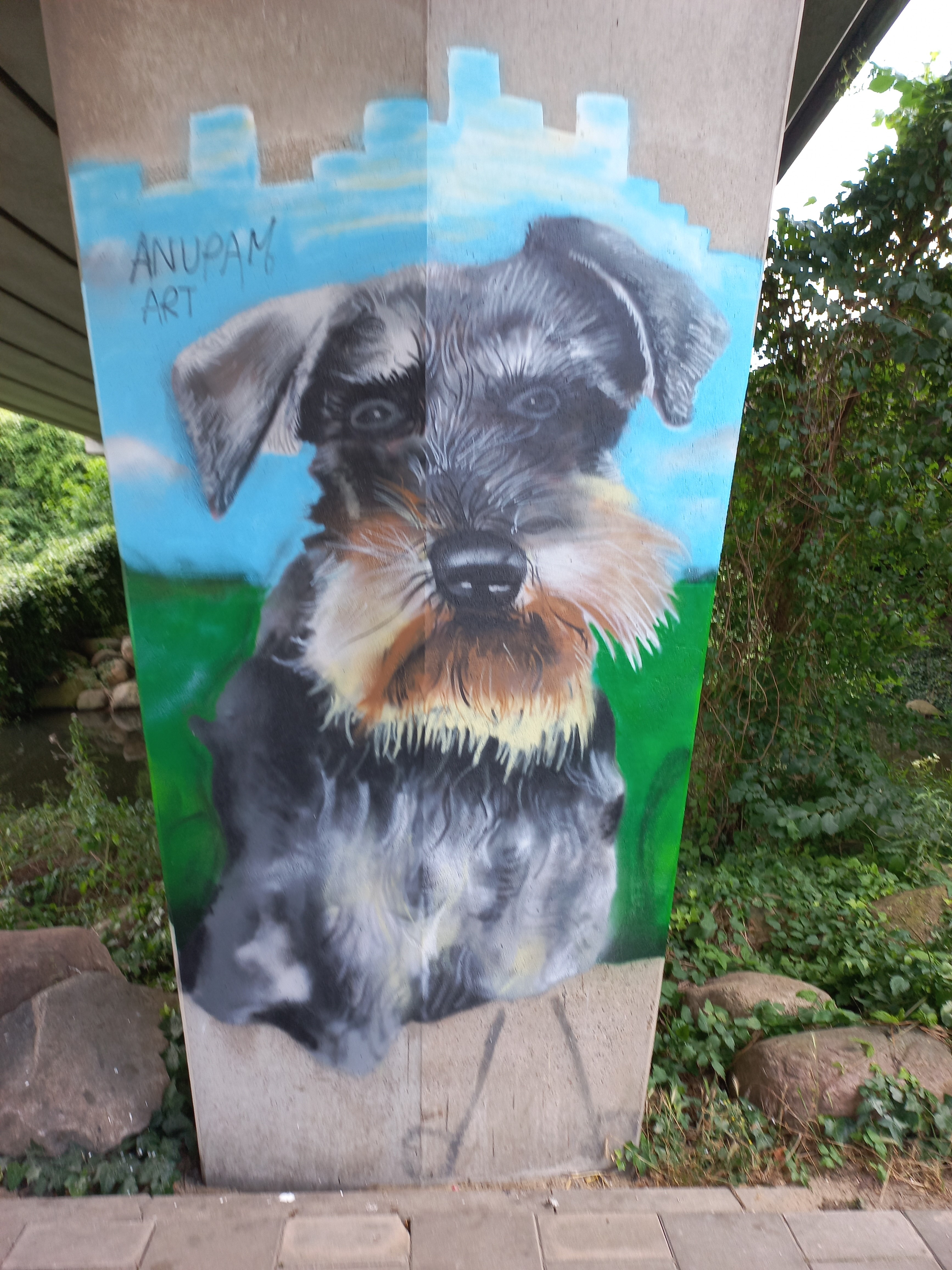
Hondje van Anupam Art (2024)

De Saskia van Uijlenburgbrug (brug 171P) is een kunstwerk in Amsterdam-Nieuw West. Alhoewel de naam dragend van een brug is het een stelsel van viaducten, Amsterdam duidt meestal viaducten als bruggen aan.

## Viaduct

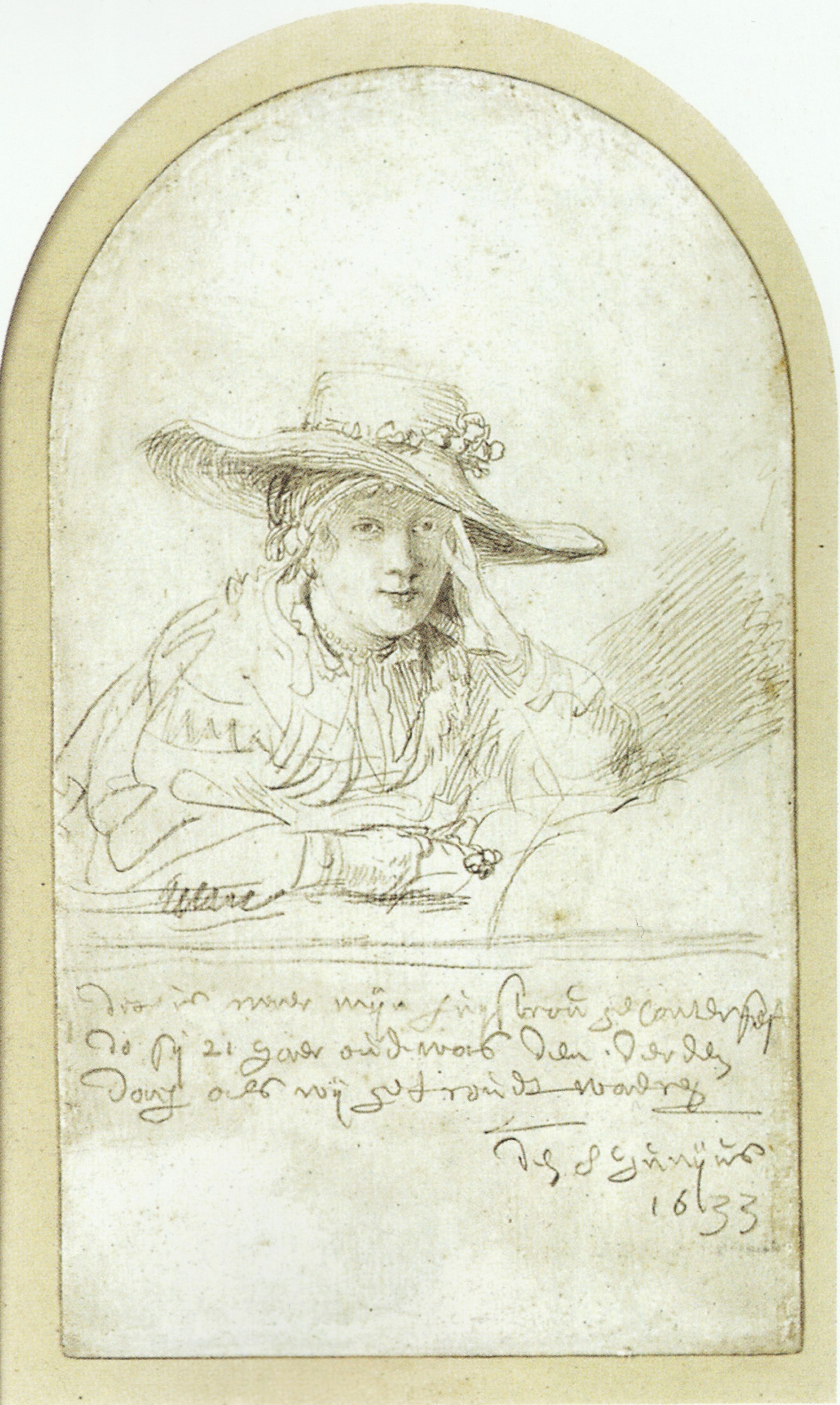
Saskia van Uylenburgh rond 1633

Het viaductstelsel, geheel van beton is gelegen in de Ringweg Amsterdam. Ze werd vanaf 1973 tot eind 1974 gebouwd in verband met de toenmalige aanleg van dat gedeelte van de Ringweg-West (Einsteinweg) vanaf de Cornelis Lelylaan zuidwaarts tot aan de Henk Sneevlietweg. In totaal vier viaducten overspannen hier de overgang tussen de Hendrikje Stoffelstraat (tot rond 2005 Nachtwachtlaan geheten) en de Schipluidenlaan. Tevens gaan de viaducten over een waterstroom die de verbinding verzorgt tussen de vijvers in het Rembrandtpark en de Slotervaart. Het eerste verkeer raasde op 2 april 1975 over het 1,7 kilometer lange nieuwe gedeelte van de rondweg en dus over de viaducten.
Van oost naar west (stad uit) zijn de volgende bouwwerken te zien:
1. De afslag van de rijksweg naar het verkeersplein Cornelis Lelylaan; deze weg stijgt van zuid naar noord
2. De rijwegen van de rijksweg naar het noorden; deze duiken even later onder de Cornelis Lelylaan door; dit weggedeelte daalt van zuid naar noord
3. De rijwegen van de rijksweg naar het zuiden; deze komen vanuit het verkeersplein onder de Cornelis Lelylaan; dit weggedeelte daalt van zuid naar noord
4. De toevoerweg naar de rijksweg richting zuiden; komende vanaf het verkeersplein Cornelis Lelylaan; dit weggedeelte stijgt van zuid naar noord.

De stijgende en dalende lijnen zorgden er net als bij de Johan Jongkindbrug wel eens voor (er is hier relatief weinig verkeer) dat bestuurders van vrachtauto’s dachten dat ze onder middelste twee viaducten door konden, maar vervolgens klem kwamen te zitten.
De viaducten gingen vanaf 1974 naamloos door het leven met het nummer 171P hetgeen verwijst naar een brug in Amsterdam in beheer bij het rijk of provincie, in dit geval het rijk. Amsterdam vernoemde op 8 december 2017 (bijna) alle viaducten in de ringweg, om een betere plaatsaanduiding te krijgen. Op die datum werd de nieuwe naam Saskia van Uijlenburgbrug opgenomen in de Basisadministratie Adressen en Gebouwen (BAG). Het bouwwerk werd daarbij vernoemd naar de nabij gelegen Saskia van Uijlenburgkade, die op haar beurt is vernoemd naar Saskia van Uijlenburg, de vrouw van Rembrandt van Rijn.

## Kunst
Tussen 2018 en 2024 werden de noordelijke landhoofden voorzien van muurschilderingen. Onder andere Anupam Art werkte er aan mee. Hij zette meer muurschilderingen in Amsterdam Nieuw-West en zet vaak dieren in zachte uitdrukking neer.